# 桑巴爾縣
桑巴爾縣是印度的一個縣，位於該國北部，由北方邦負責管轄，面積4,049平方公里，識字率為59.37%，2011年人口是3,683,896，人口密度為每平方公里910人。